# Gisclareny
Gisclareny és un municipi de la comarca del Berguedà, inclòs dins el parc natural del Cadí-Moixeró. L'altitud de l'espai habitat varia entre els 800 metres del veïnat de la Baga i els 1430 del veïnat del coll de la Bena. Limita al nord amb la Cerdanya, arribant fins als cims de la serra del Cadí, i amb Bagà, al sud i oest amb Saldes i Vallcebre, i a l'est amb Bagà i Guardiola. Els boscos i els prats alpins són el paisatge habitual del municipi així com multitud de masos escampats pel territori.
El nom prové de l'antropònim germànic Gisclasind.
El 15 de gener del 2018 passa a ser el municipi amb menys habitants de Catalunya prenent el títol a Sant Jaume de Frontanyà.

## Geografia
- Llista de topònims de Gisclareny (Orografia: muntanyes, serres, collades, indrets..; hidrografia: rius, fonts...; edificis: cases, masies, esglésies, etc).

El municipi de Gisclareny està situat a la sub-comarca de l'Alt Berguedà, al peu de les serres del Cadí i del Moixeró i al davant de la muntanya del Pedraforca. Ocupa, doncs, part de les serres que formen el Pre-Pirineu català en el seu vessant meridional.
Es tracta d'un municipi molt extens, 36,5 km², la major part del qual està situada a cavall de la serra de Gisclareny, ocupant els seus dos vessants. Aquesta serra, d'altura inferior als 1600 metres, s'estén en direcció E - O, paral·lela a les serres de Moixeró i Cadí. La resta del municipi s'estén pel vessant S de la carena Pic de Moixeró - Coll de Tancalaporta - Pic de Comabona. Tant el riu Saldes, que discorre engorjat i forma el límit S del municipi, com el riu Bastareny, que neix a l'interior del municipi, s'orienten en direcció O - E i desguassen al riu Llobregat.
El municipi té un gran desplegament altitudinal des dels 800 metres de la part inferior que voreja els riu Saldes al sud i el riu Bastareny al nord, fins als 2548 metres del cim de Comabona a la serra del Cadí.

Gisclareny és un municipi de població dispersa en diversos veïnats i nombroses masies aïllades. La major part dels veïnats es troben orientats al sud: el del Roser, on es troben l'ajuntament i l'església parroquial del Roser, el de Berta, i el del Clot del Pou, tots tres molt propers i situats a uns 1300 metres; També el Coll de la Bena, el més alt a uns 1400 metres, i el de Vilella a uns 1000 metres, estan situats al vessant sud de la serra de Gisclareny. Al fons del riu Bastareny es troba el veïnat de la Baga. Les nombroses masies s'estenen des dels 800 metres fins als 1400 metres.

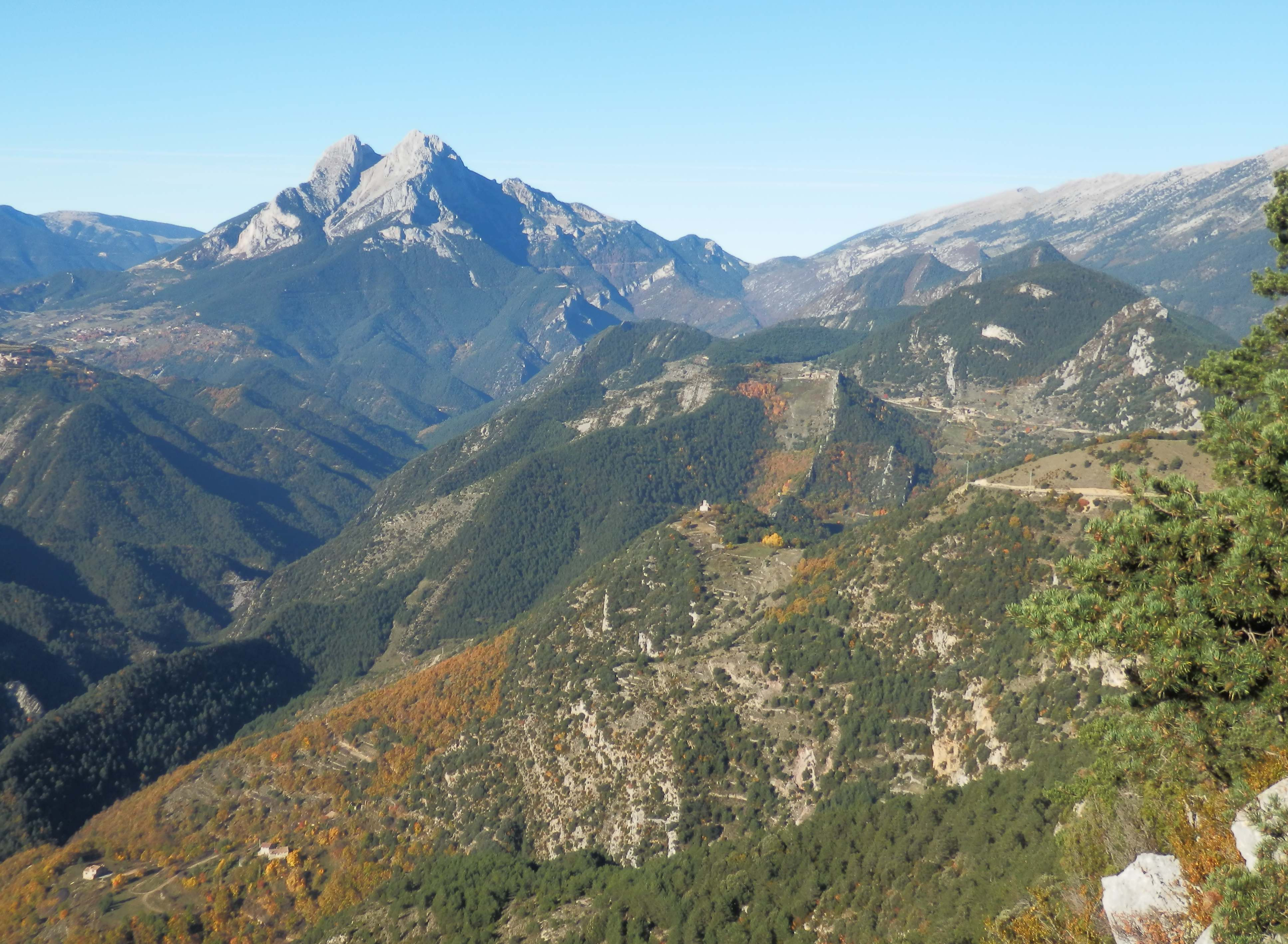
Serra de Gisclareny.

El relleu és molt abrupte, amb forts pendents i nombrosos cingles, producte d'una història geològica convulsa evident en les turmentades roques sedimentàries predominants. El territori de pendent inferior al 10% amb prou feines arriba al 8% del municipi, i una part d'ell correspon a prats alpins, amb la qual cosa l'establiment humà ha estat sempre molt difícil i ha obligat al condicionament dels vessants mitjançant feixes per tal d'obtenir terrenys conreables tot evitant que les pluges arrosseguin la capa superficial de terra fértil
El considerable desenvolupament en altitud del municipi ja ens indica la diversitat de climes que es poden trobar. Les precipitacions varien molt amb l'altitud però la mitjana se situa en uns 1000 mm anuals, distribuïts en una època més seca que engloba el final de la tardor i l'hivern, i una de més humida corresponent a la primavera i a l'estiu.
A les parts més altes el domini climàtic és el de muntanya subalpina, amb un cicle anual de neus de més de sis mesos que cobreix els cims de la serra del Cadí, mentre a les parts centrals el clima és correspon al de muntanya mitjana plujosa, i a les parts baixes la influència del clima mediterrani a través dels ambients litorals, que arriben seguint la vall del riu Llobregat, es fa evident en la vegetació, si bé el nivell total de precipitacions influït per la proximitat dels cims en redueix els efectes de sequedat.
Les temperatures en els veïnats més alts acostumen a ser benignes durant la tardor i l'hivern degut a l'efecte d'inversió tèrmica, amb dies assolellats i agradables, mentre al fons de les valls s'acumula l'aire fred fent que la temperatura baixi durant la nit més que en les zones altes
Les boires que apareixen sovint sobre les valls afecten poc els veïnats i les masies que es troben en general situades per sobre del fons de les valls. Als vessants orientats al nord la duresa del clima ha impedit l'establiment humà.
Estructura geològica

Les serres que formen el Pre-Pirineu, formades a l'època Terciària, estan constituïdes per roques sedimentàries, bàsicament calcàries i margues que formen una sèrie d'eixos de plecs alineats en sentit O - E i bolcats cap al N. Aquestes plecs es van formar sobre sediments del Secundari i del Terciari fins a l'Eocè degut a l'orogènesi alpina, conseqüència del moviment enfrontat de les plaques continentals eurasiàtica i africana. La serra del Cadí està formada sobretot per calcàries terciàries de l'Eocè, mentre les serres més meridionals com el Pedraforca i la serra de Gisclareny són més antigues i corresponen sobretot al Cretaci. En els moviments ocasionats per l'orogènesi alpina es va produir un encavalcament ocasionat pel desplaçament d'aquestes roques més antigues per sobre de les més modernes de la serra del Cadí. Les pressions causants d'aquests moviments també van trencar els plecs originals donant lloc a l'aparició de diversos relleus en costa com el del vessant N de la serra de Gisclareny. Aquest conjunt de fenòmens ha originat un relleu on són abundants els cingles i els espadats procedents de l'erosió diferencial actuant sobre els estrats fortament inclinats de roques més toves.

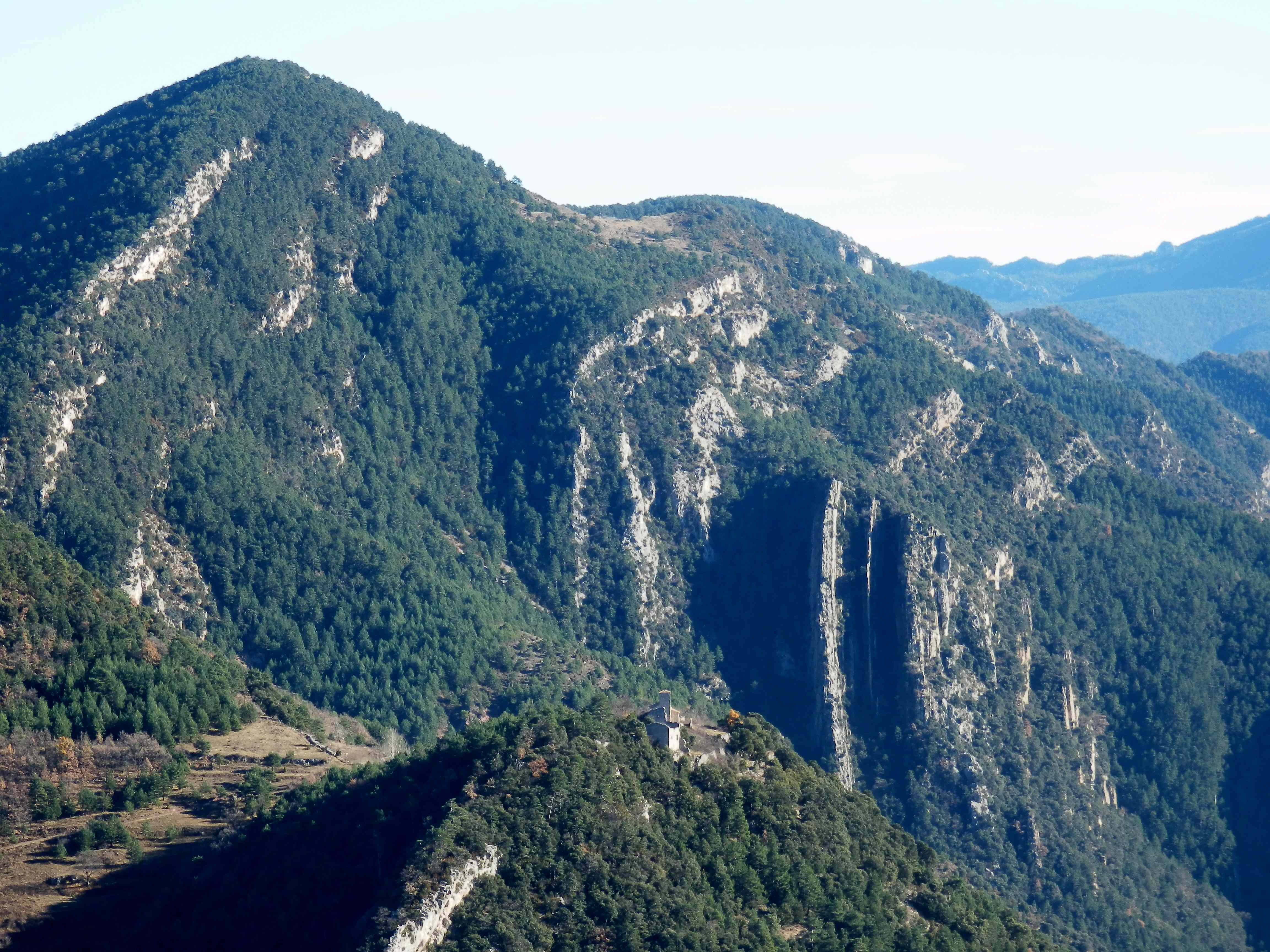
Estrats calcaris a la serra de Gisclareny

Aquesta mateixa erosió diferencial, en aquest cas causada pels cursos d'aigua sobre els estrats de margues, és la causant de la creació de les dues valls que s'obren d'O a E i per on circulen els dos rius de la zona, el Bastareny més al N i el Saldes al S. Es el mateix fenomen causant de l'existència de l'Enforcadura del Pedraforca.
L'erosió diferencial és realment el fenomen que explica millor l'existència del poble de Gisclareny, ja que els dos veïnats superiors, Berta i Coll de la Bena, els més poblats, es troben en els extrems d'una àmplia espatlla excavada en uns estrats margossos que segueixen la inclinació general cap al N. Aquesta espatlla, d'una amplada entre 300 i 400 metres i d'una llargada en lleuger pendent d'uns 2 km, està orientada d'O a E i acull la major part de les terres conreables del municipi.
Degut a les característiques del rocam, on predominen les calcàries, la zona actua com un carst bastant desenvolupat, on els cursos d'aigua superficials en les altituds altes i mitjanes són escassos. Això és degut al sistema de diàclasis i falles i a la conseqüent formació de dolines, sobretot en les zones més altes on el clima fred fomenta la dissolució de les roques; per elles s'escola l'aigua, i torna a aparèixer de nou a baixa altitud en forma de surgències, com la de l'Adou, que dona origen al riu Bastareny a partir de les aigües infiltrades a la serra del Cadí que baixen en direcció S i troben llavors un sinclinal originat per l'encavalcament de la serra de Gisclareny, continuació de la serra del Pedraforca, que els obliga a aflorar a la superfície.

## Història
La toponímia, amb alguns noms de lloc d'arrel basca com Quer, Esna o Muga, ens indica que aquest territori va estar habitat o sota la influència de les tribus bascones que ompliren el Pirineu de topònims de la seva llengua. Per altra part, noms com Turbians, d'arrel basco-ibèrica, o coll de la Bena, d'arrel celta, apunten a la presència d'aquestes poblacions pre-romanes. El nom de Turbians (Turbias, Turbiassi), així com el del Mulnell, apareixen esmentats per primera vegada en una còpia del document de consagració de l'església catedral de Sta. Maria de la Seu d'Urgell, duta a terme l'any 839.
El nom de Gisclareny (Gisclaenne), apareix per primera vegada l'any 948 en el document fundacional de l'església de S. Miquel, feta per part del bisbe d'Urgell Wisadus, en el lloc anomenat Paradís, més tard coneguda amb el nom de S. Miquel de Turbians.
Per les donacions a la nova església registrades en aquest document sabem que la població era força nombrosa en aquest territori i estava molt desenvolupat el conreu de la vinya, aprofitant el perìode de clima càlid de l'alta edat mitjana. El noms dels donants, malgrat trobar-se llatinitzats, (Ratulfo, Guinidilde, Gotmare, Rauterio, Godemiro, Adalane, Suniefredus, Guiliarane, etc) mostra l'origen germànic de molts dels habitants de Gisclareny.
El topònim Gisclareny (Gisclahen) tornà a aparèixer l'any 1051 en un document de venda d'un alou al Quer que diu que «afronta ... in villa de Gisclahen».
En 1130 el testament de Ramon Berenguer de Faia deixa el feu de Gisclasen a la seva germana Eliarda de Faia.
La major part del territori de l'actual Gisclareny tenia com a senyor alodial al baró de Pinós, i parts d'ell estaven cedits com a feus al senyor de Faia i al cavaller de Murcurols, mentre que el monestir de Sant Llorenç de Bagà era senyor alodial d’una part del territori, concretament del vilar d’Espunya i Vilella. Una part de la població estava formada per pagesos remences, homes propis, sòlids i afocats del senyor baró o del monestir, sotmesos als mals usos, i que havien de pagar un rescat (remença) per poder abandonar els seus masos.
A partir de la segona meitat del segle xi és mencionat en les conveniències amb els comtes de Cerdanya, i després amb els comtes de Barcelona,un castell anomenat Querforadat com a pertanyent als barons de Pinós. Durant un temps s'ha cregut erròniament que aquest castell estava situat al poble del mateix nom situat al Baridà. Sabem actualment que aquest petit castell es trobava realment situat al territori de l’actual Gisclareny, concretament al vilar d’Espunya prop de l’actual cal Ros, mas també mencionat diverses vegades com a mas Querforadat. Aquest castell vigilava el camí entre Bagà i Maçaners i Saldes, i encara es conserven algunes restes de la torre de guaita i de la base de les muralles. A partir del segle xiii es parla del castell de Gisclareny i aviat desapareix el nom de castell de Querforadat. Diversos indicis i l’existència d’una ermita que seria més tard l’església del Roser han fet pensar en la possibilitat que el castell de Gisclareny fos una altra instal·lació militar situada en l’actual veïnat del Roser, però no s'han trobat fins avui proves raonables d’aquest fet.
Durant la baixa edat mitjana la població era molt abundant a la vall del Bastareny on s'han documentat més d’una trentena de masos, mentre a sobre de la serra de Gisclareny la població era més escassa, havent-se documentat prop d’una quinzena de masos concentrats entre l’actual veïnats de Berta, masos Coll, Carbonell, Over, Assen i Morera, el vilar d’Espunya, masos Quer, Isern, Espunya i Berenguer d’Espunya, i el veïnat de Vilella, masos Savila, Perer, Soler, Armengou i Ferrer.
Durant la segona meitat del segle xiv la població de Gisclareny disminuí dràsticament per la pesta negra de 1348 (any de les mortalitats) i pel subseqüent moviment dels supervivents cap a masos abandonats en terres més baixes. Així al segle XVI els fogatges parlen d’entre tres i cinc masos a la part superior de la serra de Gisclareny.
El darrer esment del castell de Gisclareny apareix l'any 1468, quan el seu capità Nicolau Larigòs jurà fidelitat al nou rei francès durant la Guerra Civil catalana.

Durant el segle xvi la baronia de Pinós passà a dependre, a través de casaments, dels ducats d'Alba i Medinaceli fins a la fi de règim senyorial al segle xix. Durant la segona meitat del segle xvi i tot el segle xvii hi hagué un lent creixement de la població en bona part amb gent vinguda de l'altre costat del riu Saldes.

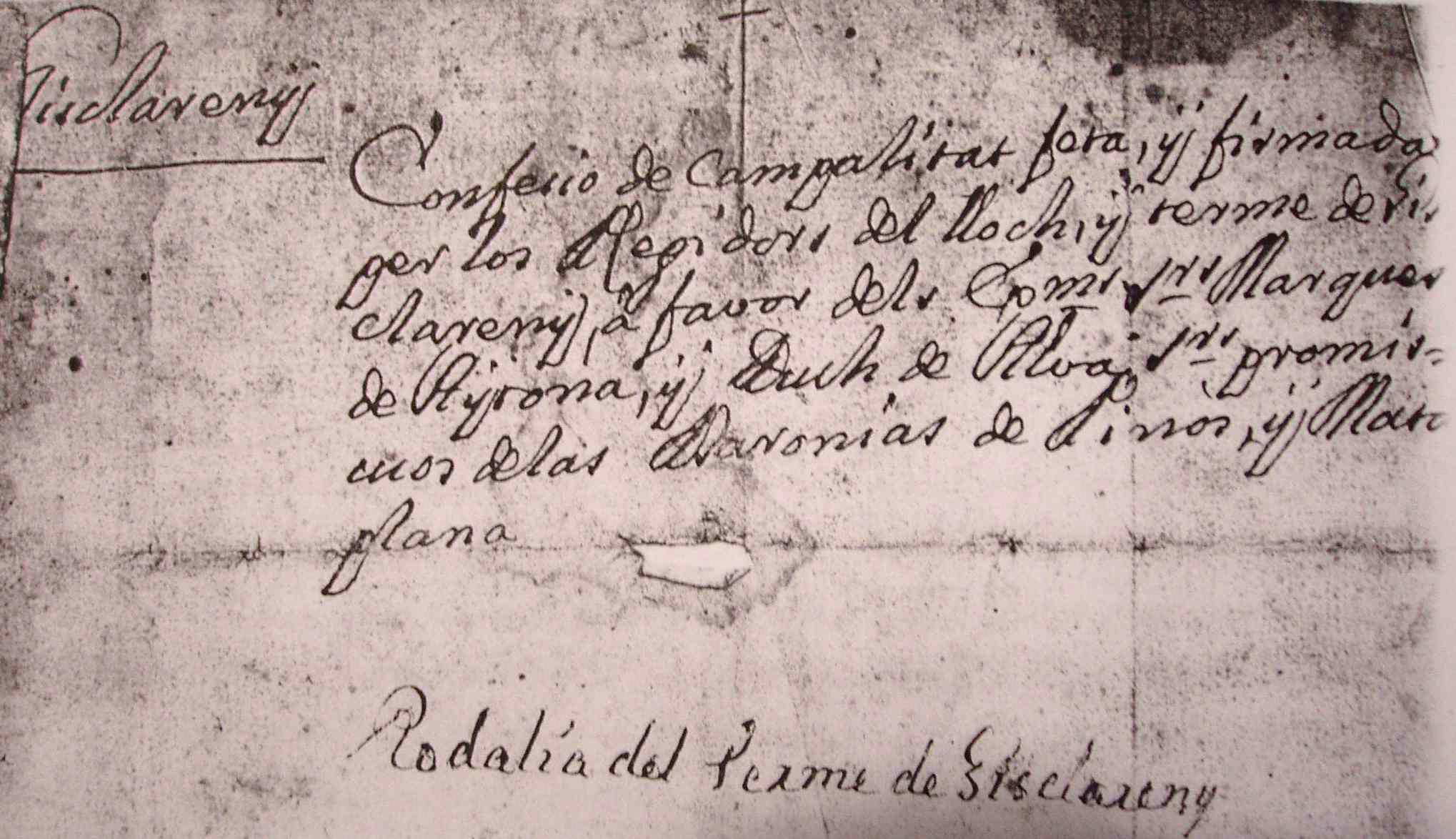
Capbreu del terme de Gisclareny -

Des de la fi del segle xvii la pressió demogràfica provocà conflictes entre els hereus dels masos, posseïdors del domini útil de les terres (capmassats), i els fills fadristerns i altres habitants nouvinguts, sense drets sobre la terra. Aquests conflictes arribaren a la Règia Cort de Barcelona fins que una concòrdia signada en 1678 permeté un acord entre les parts.
Al segle segle xviii la població creixé molt ràpidament i va arribar al seu màxim cap a finals de segle, superant els 500 habitants. Aquest increment demogràfic obligà a l'ocupació de terres ermes i de bosc, marginals pel seu pendent i pel seu escàs rendiment. Per superar els forts pendents, calgué aixecar gran quantitat de parets de pedra seca per crear estretes feixes de terra, feta conreable amb formiguers i amb la crema de vegetació. Aparegueren molts masos nous i es desenvoluparen els veïnats del Roser i del coll de la Bena. Alhora es produí el trasllat de la seu parroquial des de Sant Miquel de Turbians fins a la Mare de Déu del Roser, situada en una posició més central respecte dels diversos veïnats.
Al fons de la vall del riu Bastareny la població no recuperà els nivells de l'època medieval encara que es desenvoluparen hisendes importants sobre els masos de Murcurols, Mulnell o Monnell, Puig de la Baga i Torre de Faia) a recer de la seva església parroquial de Sant Martí del Puig, mentre només una petita part dels altres masos medievals es mantingué fins al segle xix com dependents de les hisendes principals.
Al llarg d'aquests segles els habitants de Gisclareny van extreure els seus recursos de la terra, del bestiar i del bosc, tan abundant en aquestes muntanyes, tot i que l’emigració temporal, com a segadors i altres treballs, es feu imprescindible donada la sobrepoblació des de finals del segle xviii.
Després d'una primera meitat del segle xix plena de guerres i revoltes, la població es tornà a situar per sobre dels 500 habitants. En les dècades següents es produí una forta emigració que continuà més moderadament fins a l'actual cens inferior al 30 habitants. La carretera actual des de Bagà s'obrí l'any 1946, i va ser asfaltada a final de segle.

## Demografia
| 1497 f | 1515 f | 1553 f | 1717 | 1787 | 1857 | 1877 | 1887 | 1900 | 1910 |
| ------ | ------ | ------ | ---- | ---- | ---- | ---- | ---- | ---- | ---- |
| 3      | 3      | 6      | 105  | 508  | 511  | 364  | 243  | 225  | 176  |

| 1920 | 1930 | 1940 | 1950 | 1960 | 1970 | 1981 | 1990 | 1992 | 1994 |
| ---- | ---- | ---- | ---- | ---- | ---- | ---- | ---- | ---- | ---- |
| 169  | 185  | 161  | 136  | 108  | 50   | 32   | 33   | 28   | 28   |

| 1996 | 1998 | 2000 | 2002 | 2004 | 2006 | 2008 | 2010 | 2012 | 2014 |
| ---- | ---- | ---- | ---- | ---- | ---- | ---- | ---- | ---- | ---- |
| 30   | 33   | 26   | 30   | 33   | 33   | 34   | 33   | 31   | 25   |

| 2016 | 2018 | 2020 | 2022 | 2024 | 2026 | 2028 | 2030 | 2032 | 2034 |
| ---- | ---- | ---- | ---- | ---- | ---- | ---- | ---- | ---- | ---- |
| 29   | 26   | 26   | 28   | 30   | -    | -    | -    | -    | -    |

## Economia
Segons les dades de l'últim trimestre de 2019 de l'Observatori del Treball de la Generalitat, Gisclareny era el setè municipi amb la taxa més alta de desocupats de Catalunya, un 23,53%. En el rànquing dels deu municipis catalans amb més atur, encapçalat per La Vajol (Alt Empordà), amb un 34,15%, els deu primers tenien menys de 600 habitants, a excepció d'el Montmell (Baix Penedès), en tercer lloc (amb 1.512 empadronats i un 29,58% d'atur) i Santa Oliva (Baix Penedès), en desè (amb 3.320 veïns i un 20,55% de desocupats).

## Símbols

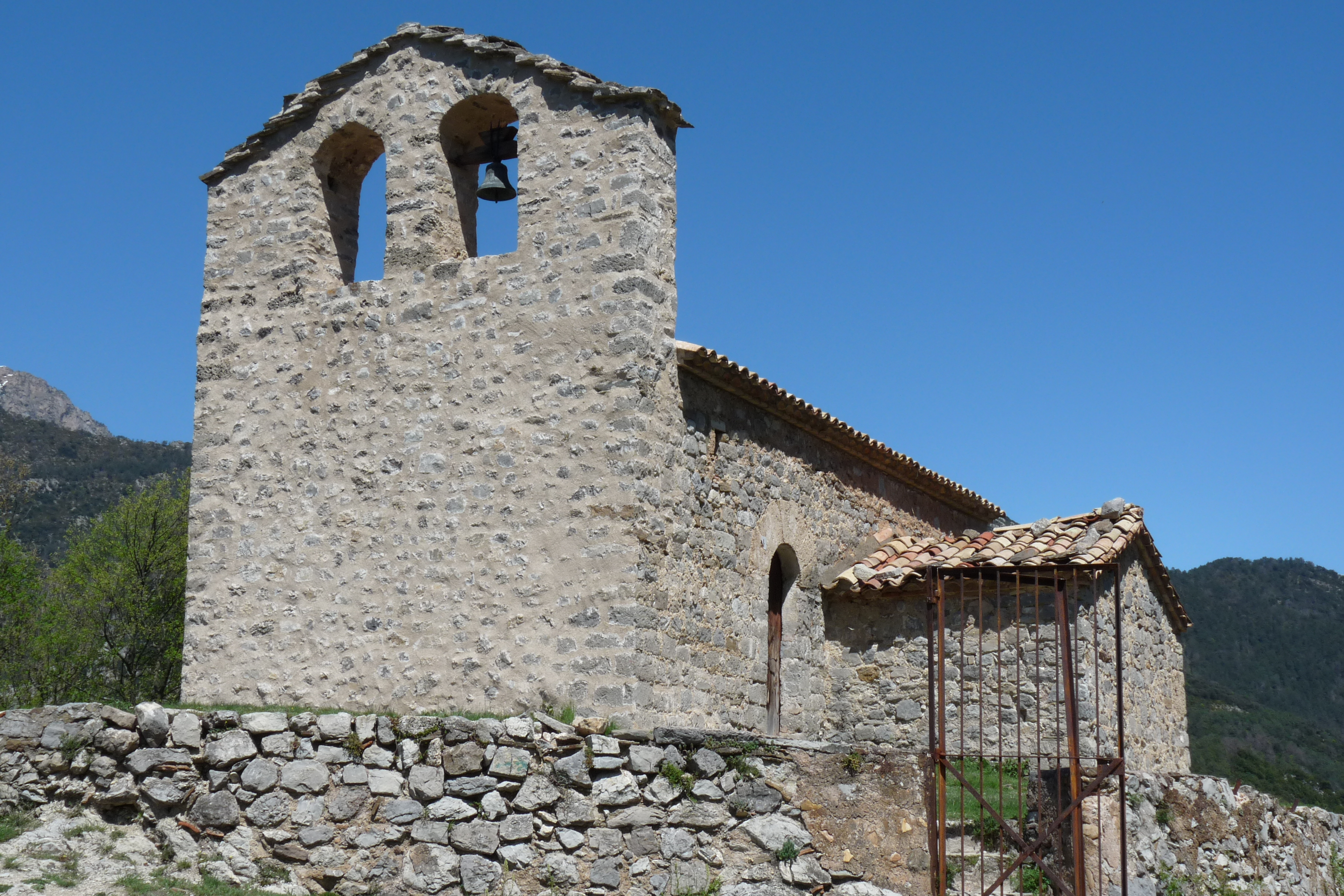
L'ermita romànica de Sant Martí del Puig de la Baga, Gisclareny

L'escut municipal fou aprovat el 25 de juny de 1993 i publicat al DOGC número 1767, del 7 de juliol.
Les balances són l'atribut de Sant Miquel, i són un tribut a l'antiga església de Sant Miquel de Turbians que es troba en bon estat de conservació. Actualment és sufragània de l'església de Santa Maria de Gisclareny.
La pinya de sinople sobre or prové de l'escut d'armes dels barons de Pinós, senyors del poble.

## Llocs d'interès
Llista de monuments de Gisclareny

## Festes
- Aplec de Sant Miquel: el diumenge més proper al 8 de maig. Aplec a l'ermita de Sant Miquel de Turbians. Missa i repartiment dels pans als assistents.
- Sant Isidre: Festa Major petita (va ser festa principal fins a principi del segle xx)
- Trobada de gent de Gisclareny: normalment segon dissabte de juliol. Dinar de germanor dels antics i nous habitants del poble.
- Diada Nacional de Catalunya: 11 de setembre. Acte patriòtic al mirador de la Gargallosa.
- Festa Major del Roser: primer diumenge d'octubre. Dissabte nit: teatre històric i sopar popular a la vora del foc. Diumenge matí: xocolatada, gegants, jocs infantils i missa.

## Política

### Eleccions municipals
| Període     | Alcalde o alcaldessa | Partit polític | Data de possessió | Observacions |
| ----------- | -------------------- | -------------- | ----------------- | ------------ |
| 1979–1983   |                      | A.G.           | 19/04/1979        | --           |
| 1983–1987   |                      | Independent    | 28/05/1983        | --           |
| 1987–1991   |                      | P.B.           | 30/06/1987        | --           |
| 1991–1995   |                      | CiU            | 15/06/1991        | --           |
| 1995–1999   |                      | I.G.           | 17/06/1995        | --           |
| 1999–2003   |                      | CiU            | 03/07/1999        | --           |
| 2003–2007   | Joan Tor Tomàs       | CiU            | 14/06/2003        | --           |
| 2007–2011   | Joan Tor Tomàs       | CiU            | 16/06/2007        | --           |
| 2011–2015   | Joan Tor Tomàs       | CiU            | 11/06/2011        | --           |
| 2015–2019   | Joan Tor Tomàs       | CiU            | 13/06/2015        | --           |
| 2019-2023   | Joan Tor i Tomàs     | ERC            | 15/06/2019        | --           |
| Des de 2023 | n/d                  | n/d            | 17/06/2023        | --           |

### Eleccions al Parlament de Catalunya
| Candidatura | Candidatura   | Cap de llista  | Vots | Regidors | % vots |
| ----------- | ------------- | -------------- | ---- | -------- | ------ |
|             | CiU           | Jordi Pujol    | 15   |          | 88,24  |
|             | CC-UCD        | Anton Cañellas | 2    |          | 11,76  |
|             | Vots en blanc |                | 0    |          | -      |
| Total       | Total         | 17             | 17   |          |        |

| Candidatura | Candidatura   | Cap de llista | Vots | Regidors | % vots |
| ----------- | ------------- | ------------- | ---- | -------- | ------ |
|             | CiU           | Jordi Pujol   | 17   |          | 94,44  |
|             | PSC           | Raimon Obiols | 1    |          | 5,56   |
|             | Vots en blanc |               | 0    |          | -      |
| Total       | Total         | 18            | 18   |          |        |

| Candidatura | Candidatura   | Cap de llista | Vots | Regidors | % vots |
| ----------- | ------------- | ------------- | ---- | -------- | ------ |
|             | CiU           | Jordi Pujol   | 13   |          | 61,90  |
|             | PSC           | Raimon Obiols | 8    |          | 38,10  |
|             | Vots en blanc |               | 0    |          | -      |
| Total       | Total         | 21            | 21   |          |        |

| Candidatura | Candidatura   | Cap de llista | Vots | Regidors | % vots |
| ----------- | ------------- | ------------- | ---- | -------- | ------ |
|             | CiU           | Jordi Pujol   | 16   |          | 76,19  |
|             | PSC           | Raimon Obiols | 4    |          | 19,05  |
|             | EV-UVE        |               | 1    |          | 4,76   |
|             | Vots en blanc |               | 0    |          | -      |
| Total       | Total         | 21            | 21   |          |        |

| Candidatura | Candidatura   | Cap de llista | Vots | Regidors | % vots |
| ----------- | ------------- | ------------- | ---- | -------- | ------ |
|             | CiU           | Jordi Pujol   | 9    |          | 69,23  |
|             | ERC           | Àngel Colom   | 2    |          | 15,38  |
|             | PSC           | Joaquim Nadal | 1    |          | 7,69   |
|             | IC-EV         | Rafael Ribó   | 1    |          | 7,69   |
|             | Vots en blanc |               | 0    |          | -      |
| Total       | Total         | 13            | 13   |          |        |

| Candidatura | Candidatura   | Cap de llista    | Vots | Regidors | % vots |
| ----------- | ------------- | ---------------- | ---- | -------- | ------ |
|             | CiU           | Jordi Pujol      | 12   |          | 66,67  |
|             | PSC           | Pasqual Maragall | 4    |          | 22,22  |
|             | IC-V          | Rafael Ribó      | 2    |          | 11,11  |
|             | Vots en blanc |                  | 0    |          | -      |
| Total       | Total         | 18               | 18   |          |        |

| Candidatura | Candidatura   | Cap de llista            | Vots | Regidors | % vots |
| ----------- | ------------- | ------------------------ | ---- | -------- | ------ |
|             | CiU           | Artur Mas                | 12   |          | 46,15  |
|             | ERC           | Josep Lluís Carod Rovira | 7    |          | 26,92  |
|             | ICV-EA        | Joan Saura               | 4    |          | 15,38  |
|             | PP            | Josep Piqué              | 2    |          | 7,69   |
|             | PSC-CpC       | Pasqual Maragall         | 1    |          | 3,85   |
|             | Vots en blanc |                          | 0    |          | -      |
| Total       | Total         | 26                       | 26   |          |        |

| Candidatura | Candidatura   | Cap de llista   | Vots | Regidors | % vots |
| ----------- | ------------- | --------------- | ---- | -------- | ------ |
|             | CiU           | Artur Mas       | 11   |          | 44     |
|             | ERC           | Oriol Junqueras | 9    |          | 36     |
|             | CUP           | David Fernández | 2    |          | 8      |
|             | C's           | Albert Rivera   | 2    |          | 8      |
|             | Altres        |                 | 1    |          | 4      |
|             | Vots en blanc |                 | 0    |          | -      |
| Total       | Total         | 25              | 25   |          |        |

| Candidatura | Candidatura   | Cap de llista  | Vots | Regidors | % vots |
| ----------- | ------------- | -------------- | ---- | -------- | ------ |
|             | JxSí          | Raül Romeva    | 20   |          | 86,96  |
|             | CUP           | Antonio Baños  | 2    |          | 8,70   |
|             | C's           | Inés Arrimadas | 1    |          | 4,35   |
|             | Vots en blanc |                | 0    |          | -      |
| Total       | Total         | 23             | 23   |          |        |

| Candidatura | Candidatura   | Cap de llista     | Vots | Regidors | % vots |
| ----------- | ------------- | ----------------- | ---- | -------- | ------ |
|             | Junts         | Carles Puigdemont | 13   |          | 56,52  |
|             | ERC           | Oriol Junqueras   | 7    |          | 30,43  |
|             | CUP           | Carles Riera      | 1    |          | 4,35   |
|             | C's           | Inés Arrimadas    | 1    |          | 4,35   |
|             | CatComú       | Xavier Domènech   | 1    |          | 4,35   |
|             | Vots en blanc |                   | 0    |          | -      |
| Total       | Total         | 23                | 23   |          |        |

| Candidatura | Candidatura | Cap de llista     | Vots | Regidors | % vots |
| ----------- | ----------- | ----------------- | ---- | -------- | ------ |
|             | Junts       | Carles Puigdemont | 8    |          | 38,1   |
|             | ERC         | Pere Aragonès     | 5    |          | 23,81  |
|             | CUP         | Dolors Sabater    | 4    |          | 19,05  |
|             | CatComú     | Jéssica Albiach   | 3    |          | 14,29  |
| Total       | Total       | 20                | 20   |          |        |